# 茶果嶺村

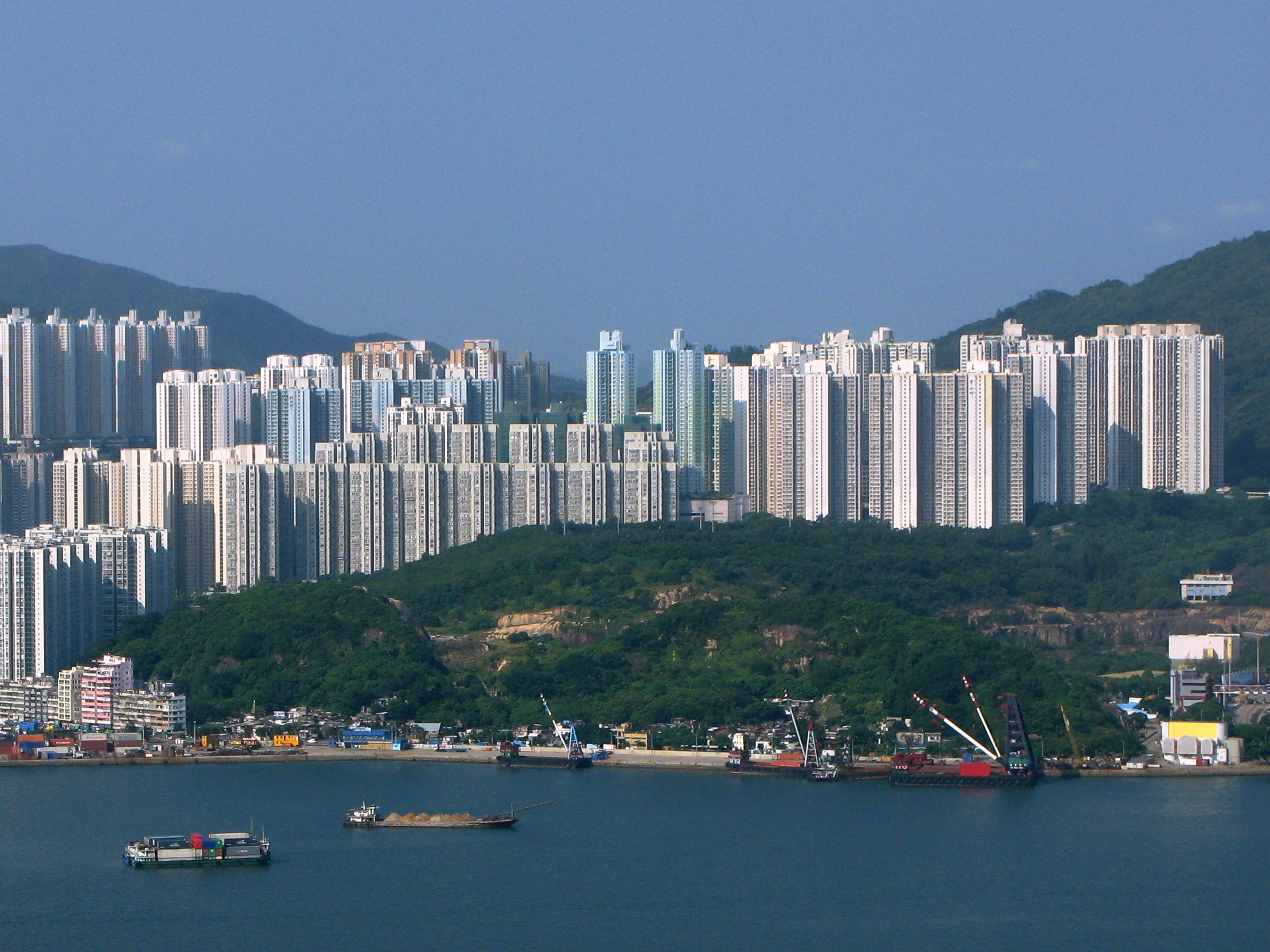
沿山腳下的茶果嶺村

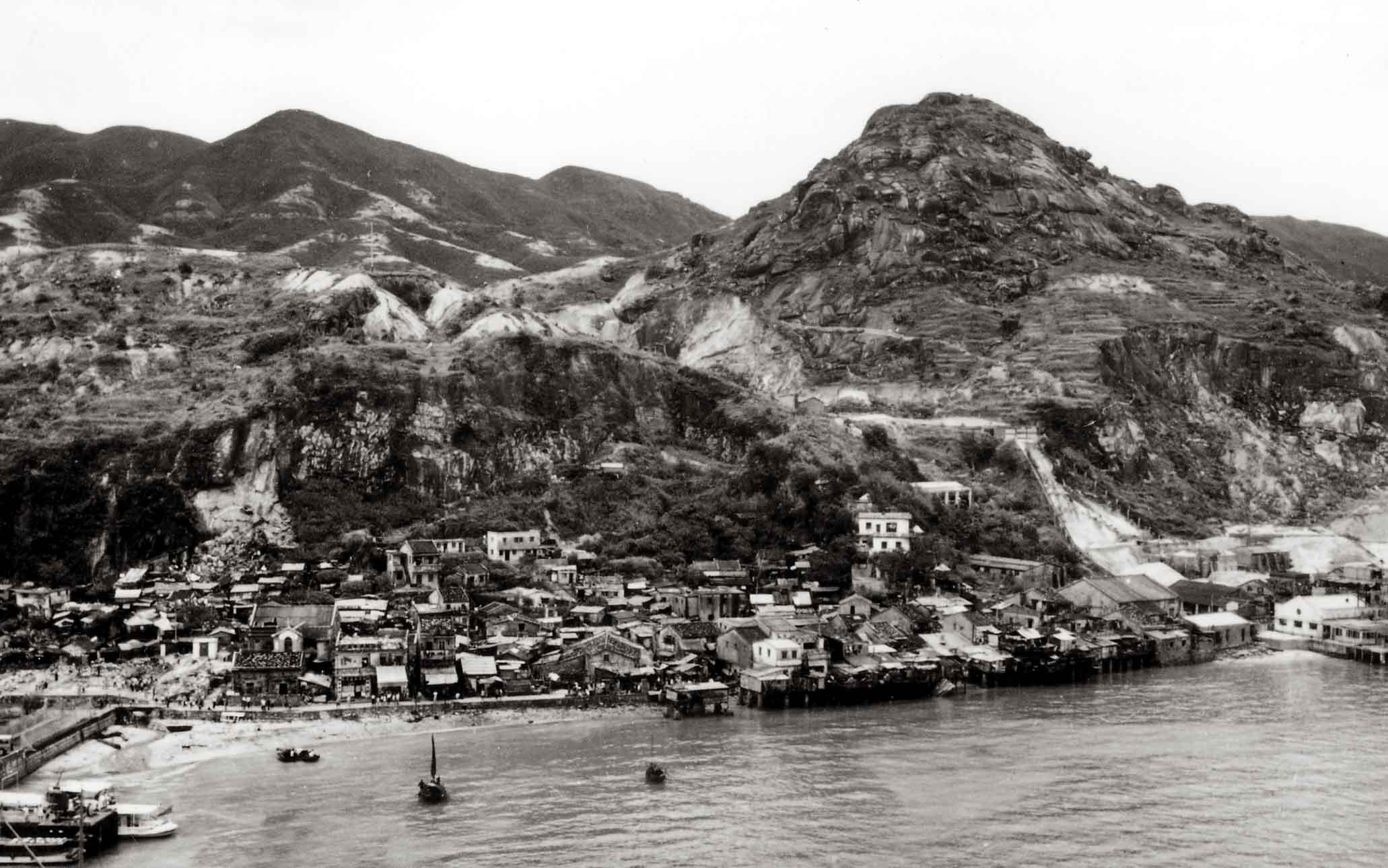
1962年的茶果嶺村，右方山路通往高嶺土礦場

茶果嶺村是香港一個超過400年歷史的村落，亦為其中一個僅存的寮屋區，位置大概介乎九龍藍田及油塘之間的茶果嶺一帶，是昔日採礦業中「九龍四山」之一的聚居地。其地理位置鄰近都市，因此又被稱為「市區古村」。

## 歷史

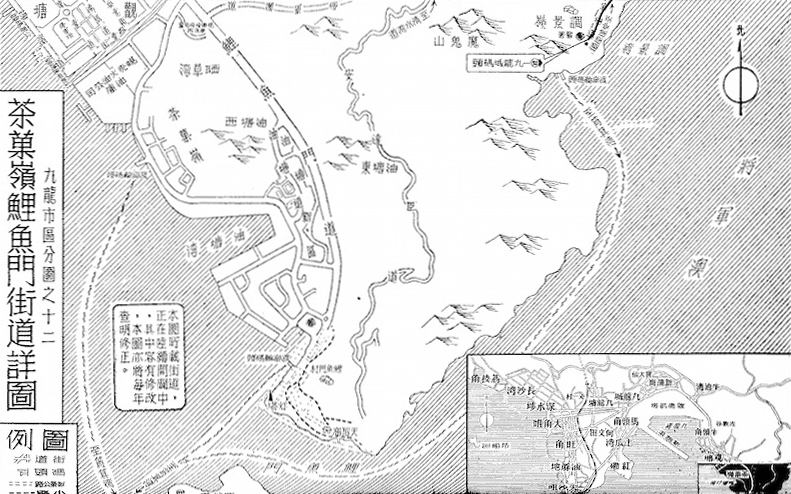
1964年茶果嶺鯉魚門街道詳圖，位處九龍邊緣的茶果嶺村已經有道路連接

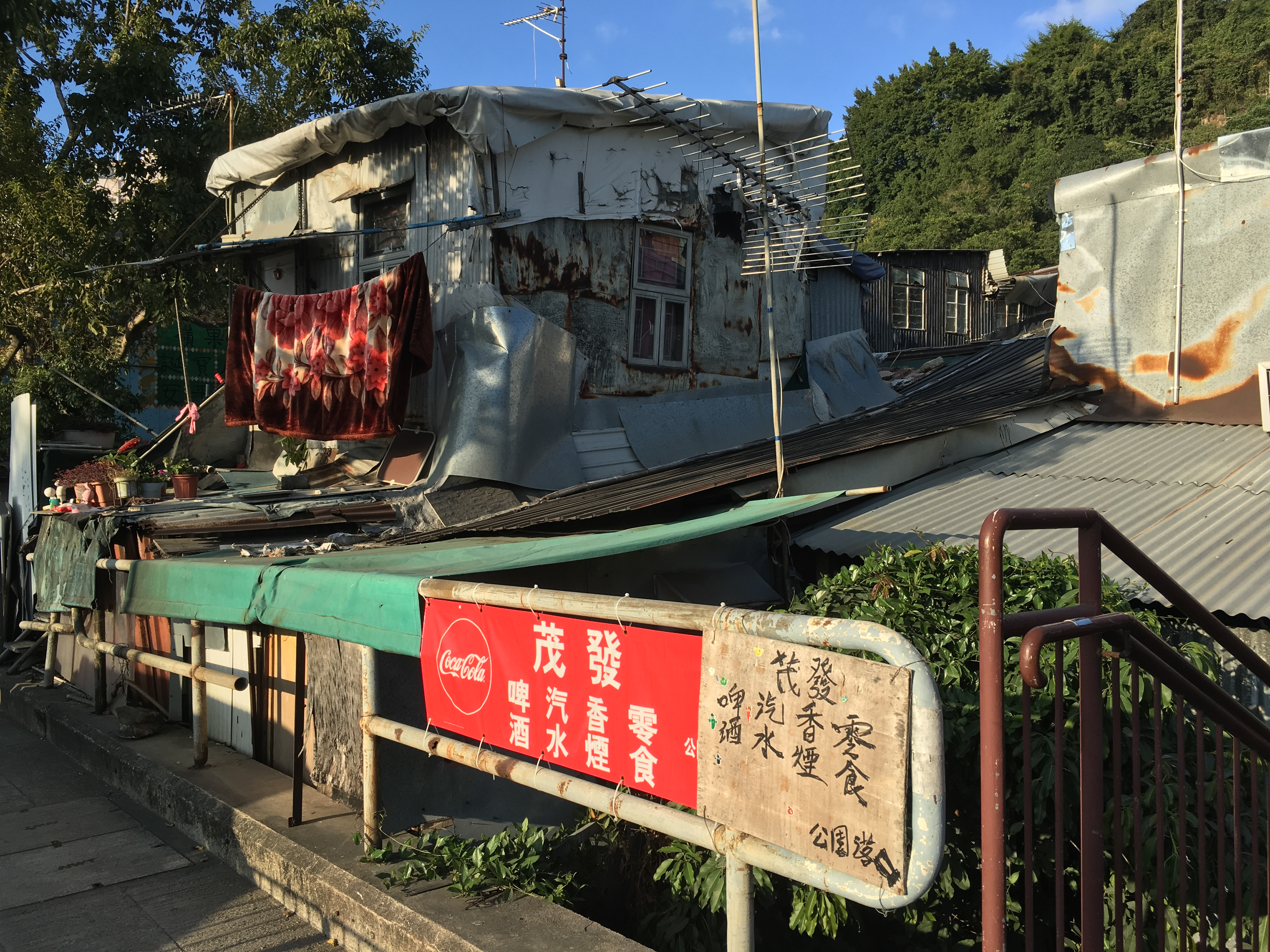
茶果嶺道旁的鐵皮屋

### 鑿石建村
茶果嶺村建於清朝初期，在香港開埠前已經有人聚居。其位置因爲有可以採礦花崗岩及瓷泥的機會，所以不少客家人落腳並聚居於此。昔日茶果嶺為首，與牛頭角、茜草灣和鯉魚門合稱「九龍四山」。此地出產的石塊曾經作為香港終審法院、舊中國銀行大廈、廣州石室聖心大教堂、虎門炮台等石造建築的材料。當時聚居於此的氏族主要姓鄧、羅、曾、黃、邱。
《展拓香港界址專條》簽訂後，茶果嶺村被納入新界範圍。到了1937年，港英政府劃分開新九龍，從此村落成為市區一部份；不過這些原屬新界的鄉村（當中13個規模較大的組成了九龍十三鄉）因此沒有了原居民的身份，並且失去了《新界條例》所包括的丁權。

### 戰後發展
二次大戰後，大量難民湧入香港，茶果嶺村人口急增，進駐人口大量興建木屋及鐵皮屋，令該處成為一個大型寮屋區。高峰期有逾一萬人口居住，現時剩下約300人。
茶果嶺村地理位置較市區偏遠，村民以前在交通上需長途跋涉。海邊一帶有碼頭提供嘩啦嘩啦等船隻服務連接筲箕灣。其偏僻位置卻吸引不正當的業務進駐，曾經有賭檔、私酒釀製、毒品販賣等，所以有一段時間茶果嶺又被稱為「小澳門」；而根據1948年的報紙報道，當時距離茶果嶺最近的警局遠至九龍城。
隨着1960年代觀塘和油塘發展工業區，政府在觀塘至油塘進行填海工程並興建道路，包括茶果嶺道貫通兩地，夾在中間的茶果嶺村交通亦因此較之前便利。不過，2019年政府宣佈計劃收回村落興建公營房屋，令市民質疑交通流量的負荷。

### 拆遷重建
戰後的市區擴張，都曾幾近威脅茶果嶺村的存亡。例如鐵路方面，政府考慮過開通一條火車線直達茶果嶺以發展工業；另亦曾建議開闢三條公路，其中牽涉拆除茶果嶺大街兩旁的房屋，兩者均受到村民和附近工人極力反對。在香港主權移交前，港英政府曾經打算把茶果嶺村寮屋區作收地，但後來因地契複雜而擱置。
特區政府在梁振英任期亦提出重建計劃，最後未有實行。2019年3月，發展局局長黃偉綸指政府會採取「多管齊下的土地供應策略」，包括把竹園聯合村和牛池灣村劃作「政府、機構或社區」用地，而茶果嶺村則屬「未決定用途」地帶，而在同年10月時任行政長官林鄭月娥的施政報告中建議把茶果嶺村、牛池灣村和竹園聯合村收回作建屋之用。其中茶果嶺村規模最大，佔地4.65公頃，住戶逾400戶，估計重建後提供約3000伙。
重建消息傳出後，茶果嶺鄉民聯誼會夥拍私人發展商萬彩國際，在2020年3月中向城市規劃委員會申請改劃5幢公營房屋和2幢私人住宅，並保留4幢歷史建築。惟規劃署於同年5月中表示反對，申請會稍後經城規會審議。

## 村內建築

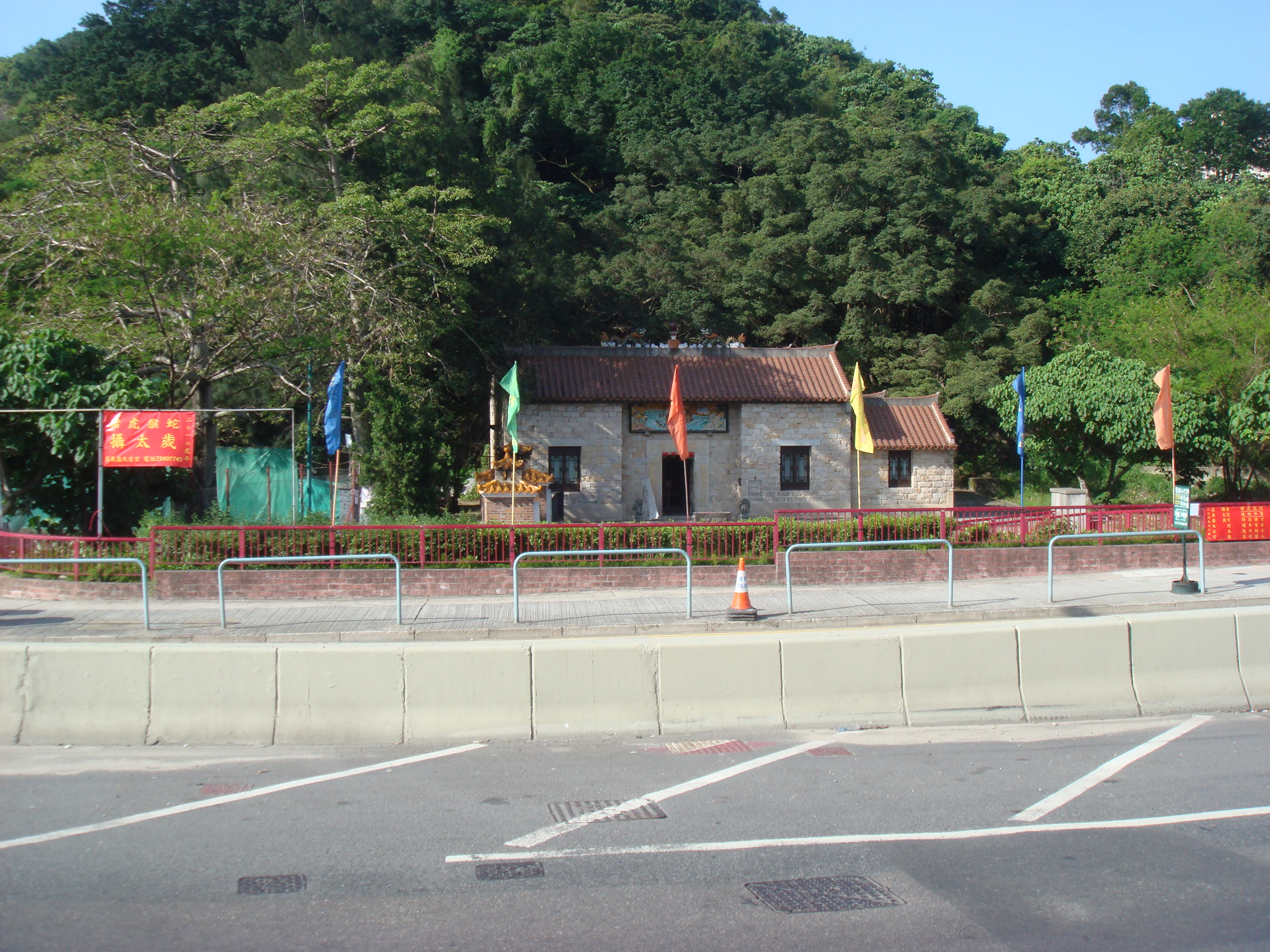
茶果嶺道旁的茶果嶺天后廟

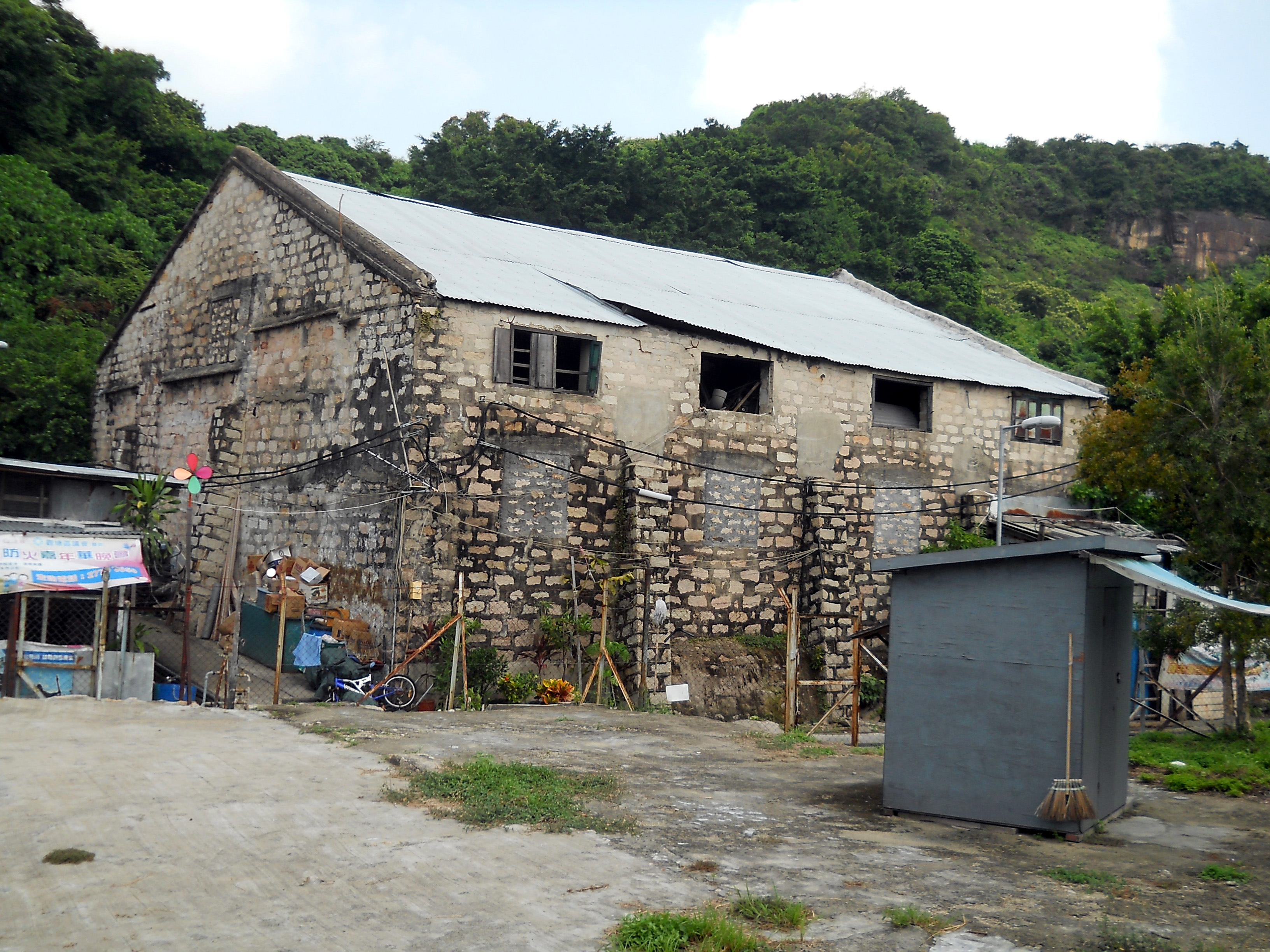
香港磁泥有限公司之磁泥廠舊址，現為環保回收場

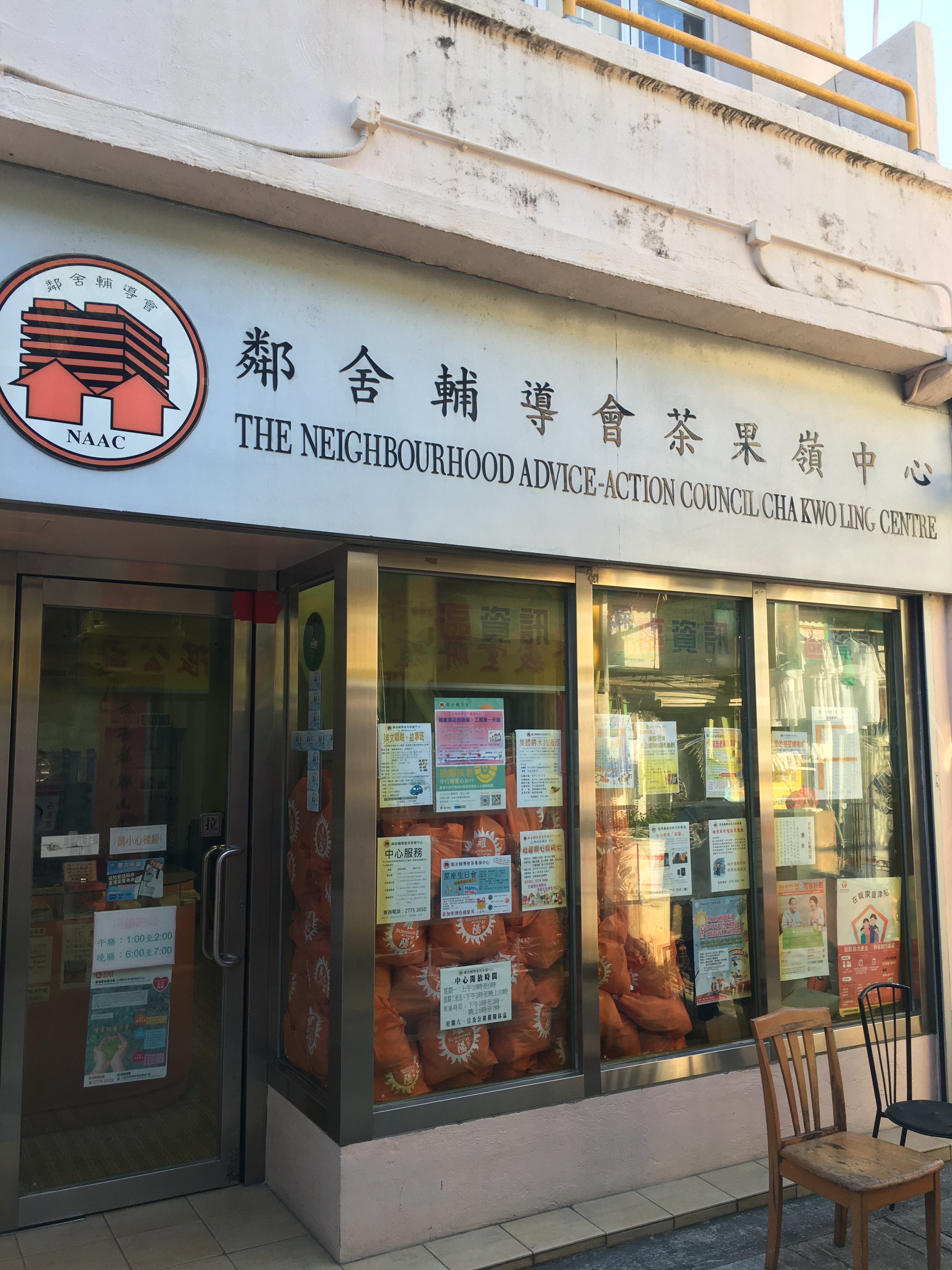
鄰舍輔導會茶果嶺中心

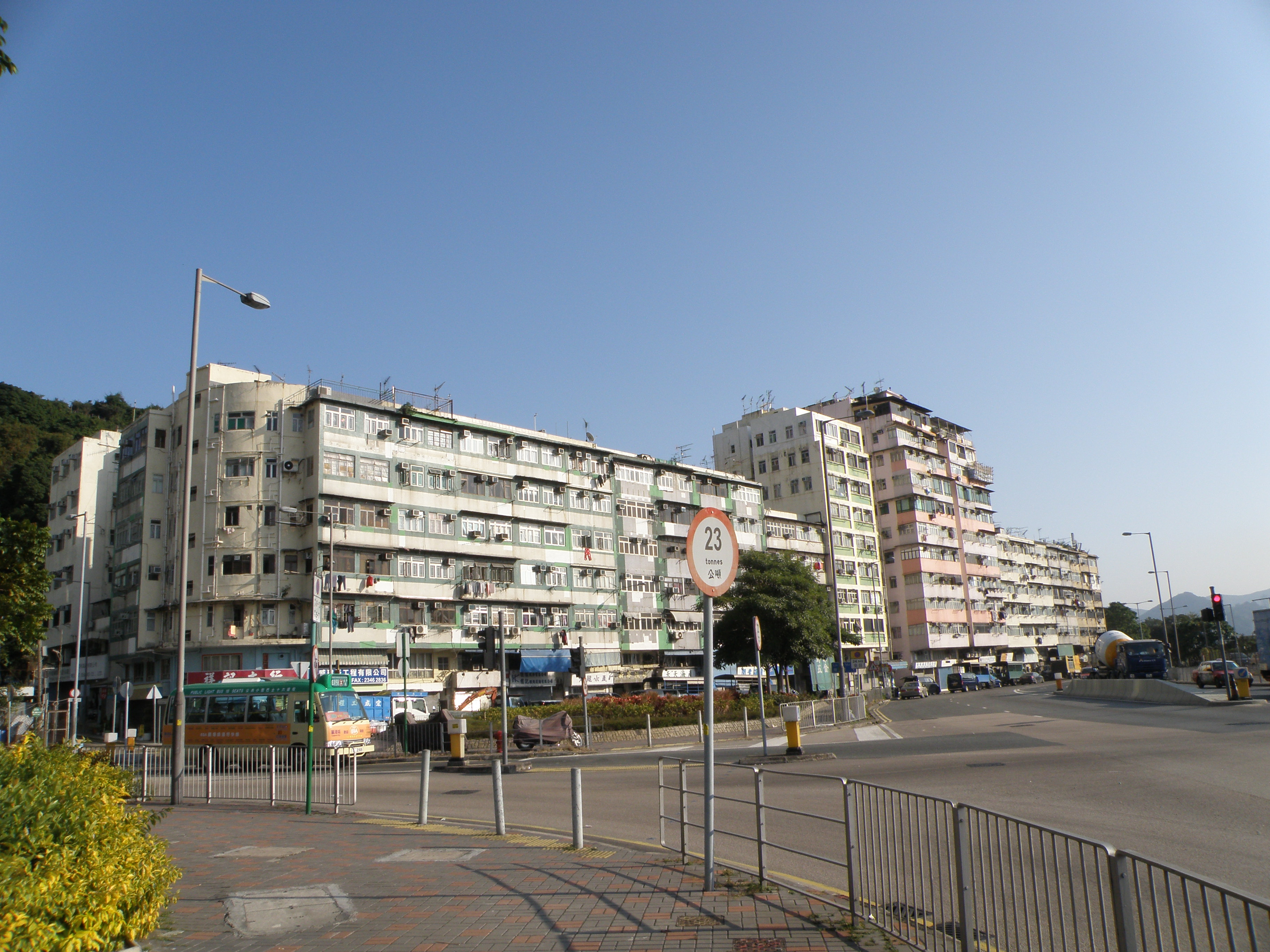
茶果嶺村近麗港城一帶的唐樓，地下通常是海鮮批發及回收業舖頭

### 茶果嶺天后廟
現址的茶果嶺天后廟為1948年興建，並於1999年進行復修，屬「兩進三開」佈局。
最初建於1825年的天后廟位處海邊，後來在1912年因風災而摧毀，其後1941年九龍四山的村民籌錢舊址重建。不過1947年亞細亞火油公司在附近建設油庫，廟宇拆卸，並應村民要求在現址建新廟宇，由華人廟宇委員會管理。它也是香港僅存兩間的同類型花崗岩石廟之一。

### 羅氏大屋
位於茶果嶺道50A、51及51A號的羅氏大屋是村內最古老的建築物，於1855年用原地採礦獲得的花崗岩建造。

### 四山公立學校
位於天后廟旁，1952年開學以補償原本四山義學。學校開辦時很受歡迎，但村民隨着交通改善到市區求學，入學人數漸少至1993年結束。劉丹、羅家英等名人都曾經在此讀，舊時學校學費每月$3，而相比當年英泥廠工人的$1.5日薪。

### 茶果嶺鄉公所
1956年成立，現改名「茶果嶺鄉民聯誼會」。

### 聖馬可堂
位於繁華街，由麻石建成，是早期香港路德會的傳教重地。

### 鄰舍輔導會茶果嶺中心
位於茶果嶺大街121-123號，樓高兩層，1980年代前曾經是添添茶樓。現供鄰舍輔導會服務村內居民，入面設有社區圖書館。

### 龍船棚
位於茶果嶺道旁，棚內是長達20米的「合義龍」龍船，曾於比賽拿下多次冠軍，後因村前填海建路分隔，無法推到沙灘而退役。

### 大宅「雲臺」
屬前荔園馴獸師蕭國威（威哥）的住家，他曾經在此將金錢豹、企鵝等50種動物馴養，馴服後才會運到荔園動物園。

### 店舖
茶果嶺村全盛時期有不少「前舖後居」方式經營的店舖，甚至有酒莊百貨，不過現在剩下的主要都是冰室士多，例如：
- 榮華冰室
- 開記冰室
- 茂發茶室
- 德記棧士多

## 村內街道

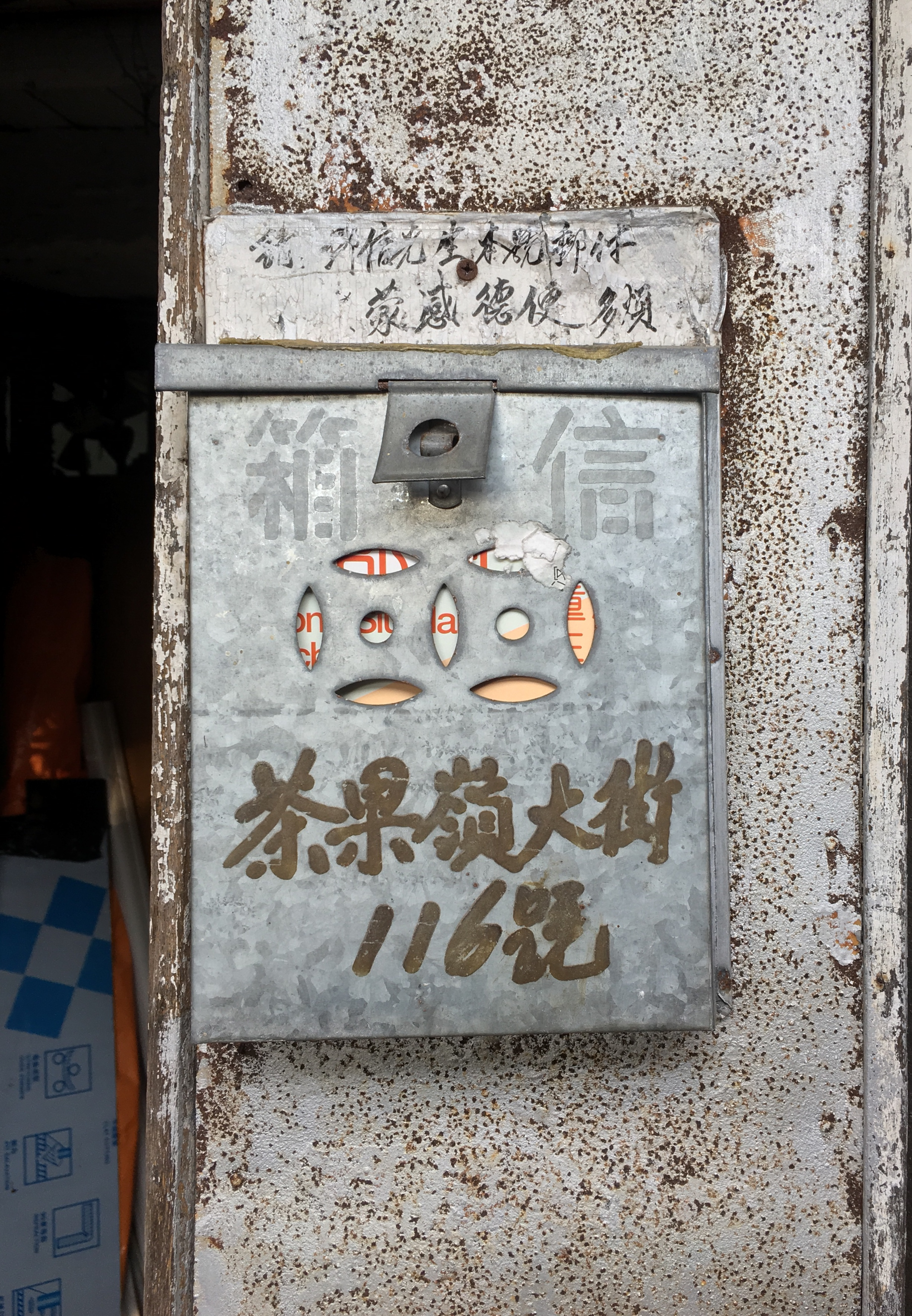
村內信箱標示為茶果嶺大街

- 繁華街
- 永福街
- 茶果嶺大街

## 事件
2016年12月29日凌晨，村內一間空置村屋起火並波及附近10間村屋，一名不良於行的台灣婦人被困呼救，鄰居因火勢過於猛烈而未能及時進入火場拯救。消防員撲息約一個半小時後尋獲台灣婦人的焦屍。

## 流行文化
- 在許冠傑1976年專輯《半斤八兩》中，收錄的《追求三部曲》歌詞節錄提到：「屋企住茶果嶺，見我口輕輕，當我花靚倞⋯⋯」

## 鄰近
- 麗港城
- 匯景花園
- 東區海底隧道
- 將軍澳－藍田隧道

## 相關村落
- 牛池灣村
- 竹園聯合村

## 外部連結
- 2019年施政報告：第19點（页面存档备份，存于）
- 香港記憶：觀塘區 - 茶果嶺